# Taha Tunç
Taha Tunç (* 20. März 2001 in Istanbul) ist ein türkischer Fußballspieler.

## Karriere

### Verein
Tunç kam in Pendik, einem Istanbuler Stadtteil, zur Welt. Hier begann er mit dem Vereinsfußball in der Jugend von Tuzlaspor und spielte dann für die Nachwuchsabteilungen seines Bezirksvereins Pendikspor.
Im August 2018 erhielt er einen Profivertrag und gab am 4. Mai 2019 in der Drittligabegegnung gegen Kahramanmaraşspor sein Profidebüt.
Zur Saison 2019/20 wurde er an den Erstligisten Trabzonspor abgegeben.

### Nationalmannschaft
Tunç startete seine Länderspielkarriere im Dezember 2016 mit einem Einsatz für die Türkische U-16-Nationalmannschaft.